# 298.ª Divisão de Infantaria (Alemanha)
A 298ª Divisão de Infantaria (em alemão:298. Infanterie-Division) foi uma unidade militar que serviu no Exército alemão durante a Segunda Guerra Mundial.

## Comandantes
| Comandante                             | Data                                          |
| -------------------------------------- | --------------------------------------------- |
| General der Infanterie Walther Gräßner | 6 de fevereiro de 1940 - 1 de janeiro de 1942 |
| Generalleutnant Arnold Szelinski       | 1 de janeiro de 1942 - 27 de dezembro de 1942 |
| Generalmajor Herbert Michälis          | 27 de dezembro de 1942 - 20 de março de 1943  |

## Área de operações
| Alemanha                   | fevereiro de 1940 - junho de 1940 |
| França                     | junho de 1940 - julho de 1940     |
| Polônia                    | julho de 1940 - junho de 1941     |
| Frente Oriental, setor sul | junho de 1941 - março de 1943     |